# Крамлин
Крамлин (англ. Crumlin; ирл. Cromghlinn, «кривая лощина») — городской район Дублина в Ирландии, находится в административном графстве Дублин (провинция Ленстер).
Здесь находится Our Lady’s Hospital for Sick Children, крупнейшая детская больница Ирландии.